# A je to naše!
A je to naše! je česká televizní soutěž, premiérově vysílaná na TV Prima v roce 2017.

## Vysílání
Moderátory pořadu byli střídavě Filip Blažek a Ivan Vodochodský, dramaturgem pořadu byl Libor Bouček. Pravidelné premiéry vysílala TV Prima každý všední den v 16.40 od 15. května 2017 do června téhož roku.

## Pravidla
Soutěž měla čtyři základní kola a finále. Soutěžící mohli vyhrát hodnotné ceny nejen ve finále, ale i v základních kolech. Soutěžilo se hlavně o elektroniku (např. lednice, herní konzole, televize, domácí spotřebiče do kuchyně, notebooky). Ve finále byl hlavní výhrou zájezd pro celou rodinu.

## Průběh soutěže

### První kolo
Prvním kolem byl znalostní test. Každý tým si zvolil jednoho zástupce, ti se proti sobě následně utkali. Správnou odpověď bylo možné vybrat ze dvou možností, a to v časovém limitu 5 vteřin. Za každou správnou odpověď získaly jeden bod.

### Druhé kolo
Druhé kolo bylo postřehové – soutěžící hledali rozdíly mezi obrázky či počítali hýbající se zvířata.

### Třetí kolo
V třetím kole se objevovala disciplína, jejímž úkolem bylo seřadit položky dle daných kritérii.

### Čtvrté kolo
Ve čtvrtém kole bylo úkolem soutěžících uhodnout, co se skrývá na obrázku zakrytém 16 políčky, pod nimiž se skrývala otázka. Po každé správné odpovědi se políčko odkrylo.

### Finále
Vítězný tým musel ve finále zodpovědět několik otázek z oblastí, které si zvolil. Po zodpovězení 4 otázek v různých úrovních pyramidy vyhrál tým rodinný zájezd.